# Euphorbia angularis
Euphorbia angularis là một loài thực vật có hoa trong họ Đại kích. Loài này được Klotzsch mô tả khoa học đầu tiên năm 1862 publ. 1861.

## Hình ảnh

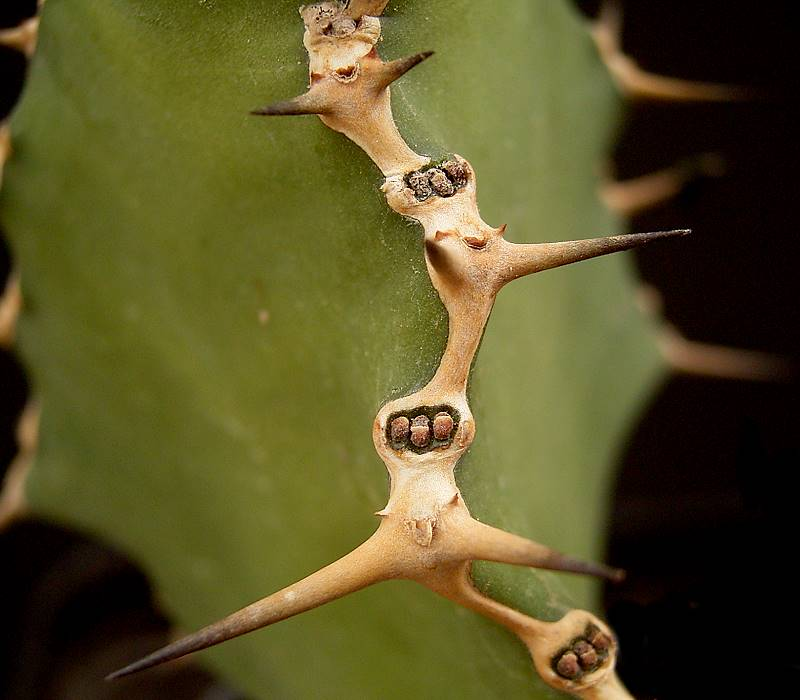